# Abigail Cruttenden
Abigail Lucy Cruttenden (* 23. März 1968 in London, England) ist eine britische Schauspielerin.

## Leben
Abigail Cruttenden ist die ältere Schwester des britischen Standup-Komikers Hal Cruttenden. Sie ist die Enkelin von Cynthia Coatts, der Leiterin der Rosslyn School of Dance and Drama und Tochter von Julia Cruttenden, der Leiterin der Greasepaint Make-up School, eine der renommiertesten Ausbildungsstätten für Makeup-Artists. Seit 1981 ist sie selbst als Schauspielerin tätig, wobei sie außer den beiden Kinofilmen Marrakesch und Die Liebe der Charlotte Gray zunächst vor allem beim britischen Fernsehen aktiv war.
Vom 22. November 1997 bis zum Juli 2000 war Cruttenden mit dem Schauspieler Sean Bean, mit dem sie eine gemeinsame Tochter hat, verheiratet. Seit 2003 ist sie mit Jonathan R. Fraser, mit dem sie ebenfalls ein Kind hat, verheiratet und lebt in Sheen.

## Filmografie (Auswahl)
- 1985–1986: Mog (Fernsehserie, 13 Episoden)
- 1987: Intimate Contact (Fernsehserie, 4 Episoden)
- 1989: Agatha Christie’s Poirot (Fernsehserie, 1 Episode)
- 1990: Centrepoint (Fernsehserie, 4 Episoden)
- 1994: Love on a Branch Line (Fernsehserie, 4 Episoden)
- 1996: Die Scharfschützen – Das verschollene Bataillon (Sharpe’s Regiment)
- 1996: Die Scharfschützen – Todfeinde (Sharpe’s Siege)
- 1996: Die Scharfschützen – Der Verräter (Sharpe’s Mission)
- 1997: Die Scharfschützen – Der Schatz des Napoleon (Sharpe’s Revenge)
- 1997: Die Scharfschützen – Fremde Heimat (Sharpe’s Justice)
- 1997: Die Scharfschützen – Waterloo (Sharpe’s Waterloo)
- 1998: Marrakesch (Hideous Kinky)
- 2000: Monarch of the Glen (Fernsehserie, 2 Episoden)
- 2001: Die Liebe der Charlotte Gray (Charlotte Gray)
- 2001: Sword of Honor – Im Dienst der Krone (Sword of Honour)
- 2005: The Robinsons (Fernsehserie, 6 Episoden)
- 2007–2009: Benidorm (Fernsehserie, 17 Episoden)
- 2014: Die Entdeckung der Unendlichkeit (The Theory of Everything)
- 2018: Inspector Barnaby (Midsomer Murders) Fernsehserie, Staffel 19, Folge 5: Stolz, Mord und Vorurteil (Death By Persuasion)